# 36. Berlini Nemzetközi Filmfesztivál
A 36. Berlini Nemzetközi Filmfesztivál 1986. február 14. és 25. között került megrendezésre, a nyitófilm Federico Fellinitől a Ginger és Fred volt. Az Arany Medve díjat Reinhard Hauff filmje, a Stammheim nyerte. A fesztivál retrospektív programját Henny Porten német színésznőnek és filmproducernek, valamint Fred Zinnemann amerikai filmrendezőnek szentelték. Emellett a Young Filmmakers Forum (1987-től International Forum of New Cinema) szekció keretein belül bemutatták Claude Lanzmann 9 órás dokumentumfilmjét, a holokausztról szóló Shoahot.

## Zsűri
Az alábbi emberek voltak a fesztivál zsűrijének tagjai:
- Gina Lollobrigida, olasz színésznő - Zsűrielnök
- Rudi Fehr, brit vágó
- Lindsay Anderson, brit filmkészítő
- August Coppola, amerikai akadémikus
- Werner Grassmann, nyugat-német producer és filmkészítő
- Otar Iosseliani, szovjet filmkészítő
- Norbert Kückelmann, nyugat-német filmkészítő
- Françoise Maupin, francia újságíró és filmkritikus
- Rosaura Revueltas, mexikói színésznő
- Naoki Togawa, lengyel író és a Polska Szkoła Filmowa társalapítója
- Jerzy Toeplitz, japán filmkritikus

## A fesztivál programja

### Versenyben lévő filmek
Az alábbi filmek voltak versenyben az Arany Medve- és az Ezüst Medve-díjakért:
| Magyar cím                    | Eredeti cím                                      | Rendező               | Ország                            |
| ----------------------------- | ------------------------------------------------ | --------------------- | --------------------------------- |
| Anne Trister                  | Anne Trister                                     | Léa Pool              | Kanada                            |
| Lőtávolban                    | At Close Range                                   | James Foley           | Amerikai Egyesült Államok         |
| Tiltott szenvedélyek          | Interno Berlinese                                | Liliana Cavani        | Olaszország, Nyugat-Németország   |
| Camorra - A nápolyi kapcsolat | Un complicato intrigo di donne, vicoli e delitti | Lina Wertmüller       | Olaszország                       |
| Caravaggio                    | Caravaggio                                       | Derek Jarman          | Egyesült Királyság                |
| A hajnal                      | L'Aube                                           | Jancsó Miklós         | Franciaország, Izrael             |
| Flucht in den Norden          | Flucht in den Norden                             | Ingemo Engström       | Nyugat-Németország, Finnország    |
| Gilsoddeum                    | 길소뜸                                           | Im Kwon-taek          | Dél-Korea                         |
| Yari no Gonza                 | 近松門左衛門 鑓の権三                            | Masahiro Shinoda      | Japán                             |
| Pogány odú                    | Heidenlöcher                                     | Wolfram Paulus        | Ausztria, Nyugat-Németország      |
| A csillag órája               | A Hora da Estrela                                | Suzana Amaral         | Brazília                          |
| Ház a folyónál                | Das Haus am Fluß                                 | Roland Gräf           | Kelet-Németország                 |
| A fiatal zeneszerző utazása   | ახალგაზრდა კომპოზიტორის მოგზაურობა               | Georgiy Shengelaya    | Szovjetunió                       |
| Szeressetek!                  | Älska mej                                        | Kay Pollak            | Svédország                        |
| Mania                         | Μανία                                            | Giorgos Panousopoulos | Görögország                       |
| A misének vége                | La messa è finita                                | Nanni Moretti         | Olaszország                       |
| Mon beau-frère a tué ma sœur  | Mon beau-frère a tué ma sœur                     | Jacques Rouffio       | Franciaország                     |
| Skapa moya, skapi moy         | Skapa moya, skapi moy                            | Eduard Zahariev       | Magyarország, Bulgária            |
| Első kétszáz évem             | Első kétszáz évem                                | Maár Gyula            | Magyarország                      |
| Pas în doi                    | Pas în doi                                       | Dan Pița              | Románia                           |
| Csókálló rúzs                 | Rouge Baiser                                     | Véra Belmont          | Franciaország, Nyugat-Németország |
| Hiuch HaGdi                   | חיוך הגדי                                        | Shimon Dotan          | Izrael                            |
| Stammheim                     | Stammheim                                        | Reinhard Hauff        | Nyugat-Németország                |
| Teo el pelirrojo              | Teo el pelirrojo                                 | Paco Lucio            | Spanyolország                     |
| Zavart lelkek                 | Trouble in Mind                                  | Alan Rudolph          | Amerikai Egyesült Államok         |

### Versenyen kívül
- Ginger és Fred (Ginger and Fred) - Federico Fellini (Olaszország, Franciaország, Nyugat-Németország)
- Heilt Hitler! - Herbert Achternbusch (Nyugat-Németország)
- Távol Afrikától (Out of Africa) - Sydney Pollack (Amerikai Egyesült Államok)
- L'Unique - Jérôme Diamant-Berger (Franciaország)
- Natty Gann utazása (The Journey of Natty Gann) - Jeremy Kagan (Amerikai Egyesült Államok)
- Élni és meghalni Los Angelesben (To Live and Die in L.A.) - William Friedkin (Amerikai Egyesült Államok)
- Karins ansikte - Ingmar Bergman (Svédország)

### Retrospektív
Az alábbi filmeket vetítették a Henny Portennek szentelt retrospektív programban:
| Magyar cím                                  | Eredeti cím                                 | Rendező                    | Ország            |
| ------------------------------------------- | ------------------------------------------- | -------------------------- | ----------------- |
| 24 Stunden aus dem Leben einer Frau         | 24 Stunden aus dem Leben einer Frau         | Robert Land                | Németország       |
| Alexandra                                   | Alexandra                                   | Curt A. Stark              | Németország       |
| Korona és vérpad: Boleyn Anna               | Anna Boleyn                                 | Ernst Lubitsch             | Németország       |
| A három Lamberti                            | Carola Lamberti – Eine vom Zirkus           | Hans Müller                | Kelet-Németország |
| Néme szívek                                 | Christa Hartungen                           | Rudolf Biebrach            | Németország       |
| Das alte Gesetz                             | Das alte Gesetz                             | E. A. Dupont               | Németország       |
| Der Bettelstudent                           | Der Bettelstudent                           | Franz Porten               | Németország       |
| Der Müller und sein Kind                    | Der Müller und sein Kind                    | Adolf Gärtner              | Németország       |
| Der Optimist                                | Der Optimist                                | E. W. Emo                  | Németország       |
| A tenger árnyékában                         | Der Schatten des Meeres                     | Curt A. Stark              | Németország       |
| A kék lámpás                                | Die blaue Laterne                           | Rudolf Biebrach            | Németország       |
| Die Dame, der Teufel und die Probiermamsell | Die Dame, der Teufel und die Probiermamsell | Rudolf Biebrach            | Németország       |
| A hegyek lánya                              | Die Geierwally                              | E. A. Dupont               | Németország       |
| Die große Pause                             | Die große Pause                             | Carl Froelich              | Németország       |
| Familie Buchholz                            | Carl Froelich                               | Németország                |                   |
| Funiculi-Funicula                           | Funiculi-Funicula                           | Franz Porten               | Németország       |
| Hann, Hein und Henny!                       | Hann, Hein und Henny!                       | Rudolf Biebrach            | Németország       |
| Tragédia''                                  | Hintertreppe                                | Leopold Jessner, Paul Leni | Németország       |
| Előbb a Hanna, aztán a Panna                | Kohlhiesels Töchter                         | Ernst Lubitsch             | Németország       |
| Komödianten                                 | Komödianten                                 | G. W. Pabst                | Németország       |
| Künstlerliebe                               | Künstlerliebe                               | Adolf Gärtner              | Németország       |
| Lotte                                       | Lotte                                       | Carl Froelich              | Németország       |
| Luise, Königin von Preußen                  | Luise, Königin von Preußen                  | Carl Froelich              | Németország       |
| Meissner Porzellan                          | Meissner Porzellan                          | Franz Porten               | Németország       |
| Mutter und Kind                             | Mutter und Kind                             | Hans Steinhoff             | Németország       |
| Neigungsehe                                 | Neigungsehe                                 | Carl Froelich              | Németország       |
| Rose Bernd                                  | Rose Bernd                                  | Alfred Halm                | Németország       |
| Skandal um Eva                              | Skandal um Eva                              | G. W. Pabst                | Németország       |
| Tragödie eines Streiks                      | Tragödie eines Streiks                      | Adolf Gärtner              | Németország       |
| Um Haaresbreite                             | Um Haaresbreite                             | Curt A. Stark              | Németország       |
| Verkannt                                    | Verkannt                                    | (ismeretlen rendező)       | Németország       |
| Zuflucht                                    | Zuflucht                                    | Carl Froelich              | Németország       |

Az alábbi filmeket vetítették a Fred Zinnemann-nak szentelt retrospektív programban:
| Magyar cím                    | Eredeti cím           | Rendező                             | Ország                                   |
| ----------------------------- | --------------------- | ----------------------------------- | ---------------------------------------- |
| Erőszakos cselekedett         | Act of Violence       | Fred Zinnemann                      | Amerikai Egyesült Államok                |
| A Hatful of Rain              |                       | Fred Zinnemann                      | Amerikai Egyesült Államok                |
| Egy ember az örökkévalóságnak | A Man for All Seasons | Fred Zinnemann                      | Amerikai Egyesült Államok                |
| Behold a Pale Horse           |                       | Fred Zinnemann                      | Amerikai Egyesült Államok                |
| Benjy                         |                       | Fred Zinnemann                      | Amerikai Egyesült Államok                |
| A Sakál napja                 | The Day of the Jackal | Fred Zinnemann                      | Amerikai Egyesült Államok, Franciaország |
| Eyes in the Night             | Eyes in the Night     | Fred Zinnemann                      | Amerikai Egyesült Államok                |
| Redes                         | Redes                 | Fred Zinnemann, Emilio Gómez Muriel | Mexikó                                   |
| Egy nyár Öt napja             | Five Days One Summer  | Fred Zinnemann                      | Amerikai Egyesült Államok                |
| Forbidden Passage             |                       | Fred Zinnemann                      | Amerikai Egyesült Államok                |
| Most és mindörökké            | From Here to Eternity | Fred Zinnemann                      | Amerikai Egyesült Államok                |
| Délidő                        | High Noon             | Fred Zinnemann                      | Amerikai Egyesült Államok                |
| Júlia                         |                       | Fred Zinnemann                      | Amerikai Egyesült Államok                |
| Kid Glove Killer              |                       | Fred Zinnemann                      | Amerikai Egyesült Államok                |
| The Member of the Wedding     |                       | Fred Zinnemann                      | Amerikai Egyesült Államok                |
| Férfisors                     | The Men               | Fred Zinnemann                      | Amerikai Egyesült Államok                |
| Egy apáca története           | The Nun's Story       | Fred Zinnemann                      | Amerikai Egyesült Államok                |
| Oklahoma!                     |                       | Fred Zinnemann                      | Amerikai Egyesült Államok                |
| The Search                    | The Search            | Fred Zinnemann                      | Amerikai Egyesült Államok, Svájc         |
| A hetedik kereszt             | The Seventh Cross     | Fred Zinnemann                      | Amerikai Egyesült Államok                |
| The Story of Doctor Carver    |                       | Fred Zinnemann                      | Amerikai Egyesült Államok                |
| Csavargók                     | The Sundowners        | Fred Zinnemann                      | Amerikai Egyesült Államok                |
| Teresa                        |                       | Fred Zinnemann                      | Amerikai Egyesült Államok                |
| That Mothers Might Live       |                       | Fred Zinnemann                      | Amerikai Egyesült Államok                |
| While America Sleeps          |                       | Fred Zinnemann                      | Amerikai Egyesült Államok                |

A retrospektív programok alatt szintén levetítették Ivan Mosjoukine és Alexandre Volkoff filmjét, a Gyönyörvárost, ezzel ünnepelve a Cinémathèque Française 50. évfordulóját.

## Győztesek
- Arany Medve: Stammheim (Reinhard Hauff)
- Zsűri Nagydíja: A misének vége (Nanni Moretti)
- Ezüst Medve díj a legjobb rendezőnek: Georgiy Shengelaya (A fiatal zeneszerző utazása)
- Ezüst Medve díj a legjobb színésznőnek: 
  - Charlotte Valandrey (Csókálló rúzs)
  - Marcélia Cartaxo (A csillag órája)
- Ezüst Medve díj a legjobb színésznek: Tuncel Kurtiz (Hiuch HaGdi)
- Ezüst Medve díj egyedülálló teljesítményért: Caravaggio (Derek Jarman)
- Ezüst Medve díj a kiemelkedő művészi teljesítményért: Yari no Gonza (Masahiro Shinoda)
- Tiszteletbeli említés: Pas în doi (Dan Pița)
- FIPRESCI-díj
  - Stammheim (Reinhard Hauff)

## Fordítás
- Ez a szócikk részben vagy egészben  a(z)   36th Berlin International Film Festival című angol Wikipédia-szócikk fordításán alapul.  Az eredeti cikk szerkesztőit annak laptörténete sorolja fel. Ez a jelzés csupán a megfogalmazás eredetét és a szerzői jogokat jelzi, nem szolgál a cikkben szereplő információk forrásmegjelöléseként.